# Внебовзяття Діви Марії (Ассунта Тиціана)
Вознесіння Діви Марії (Ассунта Тиціана) (італ. Assunta (Tiziano)) — вівтарна картина, котру створив венеційський художник Тиціан Вечелліо на початку XVI ст.

## Передісторія
Батько направив Тиціана у Венецію на навчання до майстра мозаїк Себастьяно Дзукатто. Перебування в майстерні мозаїчиста навернуло Тиціана до вивчення яскравих фарб, котрими взагалі захоплювались венеційці. Згодом Тиціан перейшов з майстерні мозаїчиста до художника Джентіле Белліні, а потім до його брата Джованні Белліні. Знайомство Тиціана з художником Джорджоне відносять до періоду навчання обох у майстерні Джованні Белліні (1430–1516).
Джорджоне виявився на тому етапі більш обдарованим і сміливішим за молодика Тиціана. Дослідники біографій обох художників логічно припускають появу між ними прихованого суперництва, бо гарячкуватий Тиціан вважав власним суперником навіть старого на той час Джованні Белліні і роками прагнув отримати його офіційну посаду.
Плин часу спрацював на користь Тиціана, котрий виявився пізно визрівшою натурою. Старий Джованні Белліні помер 1516 року, а суперника Джорджоне прибрав Бог у чергову епідемію чуми. Перед Тиціаном верше відкрились широкі перспективи праці у Венеції. Збагачений досвідом Белліні і працею у майстерні Джорджоне, митець кинувся у вир пристрасної творчості і навіть змінив власну художню манеру, відійшовши від спокійної епічності Белліні і поетичної невизначеності Джорджоне.
По смерті Джорджоне у 1510 році  Тиціан довів до логічного завершення картини невдахи-попередника і наче простився з ним назавжди. Народився художник з пристрасною художньою манерою і здатністю братися як за станкові, так і монументальні твори.
Замова на вівтар для церкви Фрарі прийшлася на рік закінчення війни Венеційської республіки з арміями німецького імператора, котрі ще 1509 року захопили материкові володіння венеційців. Лише 1516 року венеційці остаточно перемогли вояків німецького імператора і звільнили від загарбників останнє захоплене місто — Верону.

## Опис твору
Композиція картини створена у три яруси. Найнижчій - це земля, де радіє і молиться натовп апостолів, що спостерігають диво. Всередині повітря та хмарка з янголами. котрі возносять діву Марію. Найвищий ярус — небо, де Марію очікує Бог-отець.
Вівтар розташований на стіні апсиди, котра рясно прорізана вікнами з вітражами. Всі, хто знає по небезпеку такого сусідства, коли можуть збрякнути всі фарби на яскравому оточенні, уникають такого сусідства. Тиціан знав про небезпечне сусідство і використав у картині світлі, але доволі яскраві фарби, котрі суперничали з фарбами вітражів. Тут йому згодився досвід навчання в майстерні мозаїчиста.

## Побутування твору (провенанс)
Вівтарна картина майже семи метрів заввишки була вилучена з венеційської церкви Санта Марія Глоріоза деі Фрарі у період захоплення Венеції вояками Наполеона Бонапарта. Вилучення було обумовлене початком ліквідації церков і монастирів Венеції новою французькою владою, що супроводжувалось вилученням картин і коштовностей з них та вивозом їх у Францію. Вівтар Вознесіння Діви Марії (Ассунта роботи пензля Тиціана) таким чином був врятований і від початку створена Галереї Академії зберігалась у її складі до 1923 року. Лише після цього вівтарну картину повернули до церкви Фрарі, для котрої вона і була створена. Але навіть таке рішення важко визнати правильним, бо в церкві не було і нема відповідних музею умов збереження . Можливість створити копію і передати саме копію у церкву Фрарі була проігнорована.

## Фрагменти картини

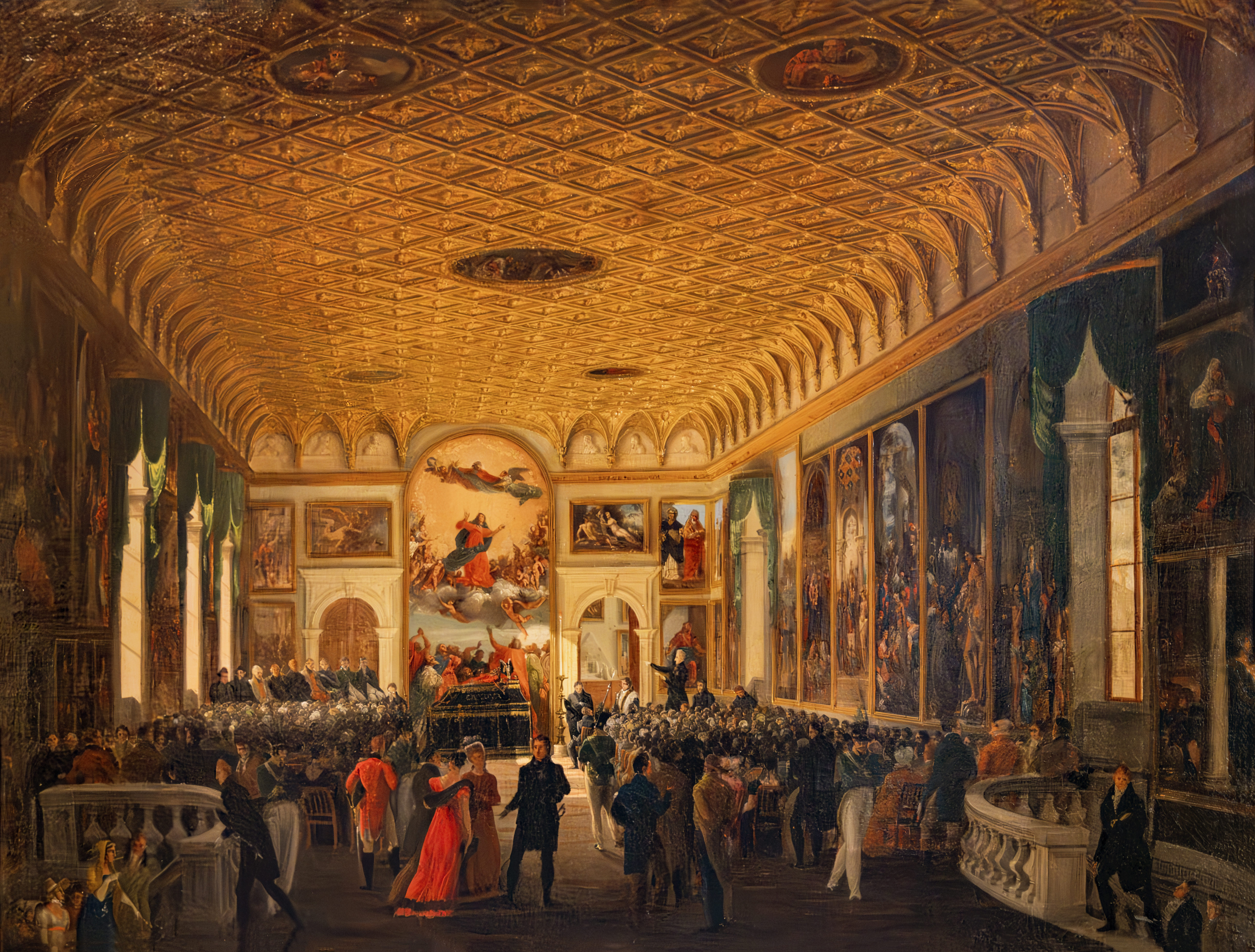
Колишнє перебування вівтаря Тиціана в Галереї академії.
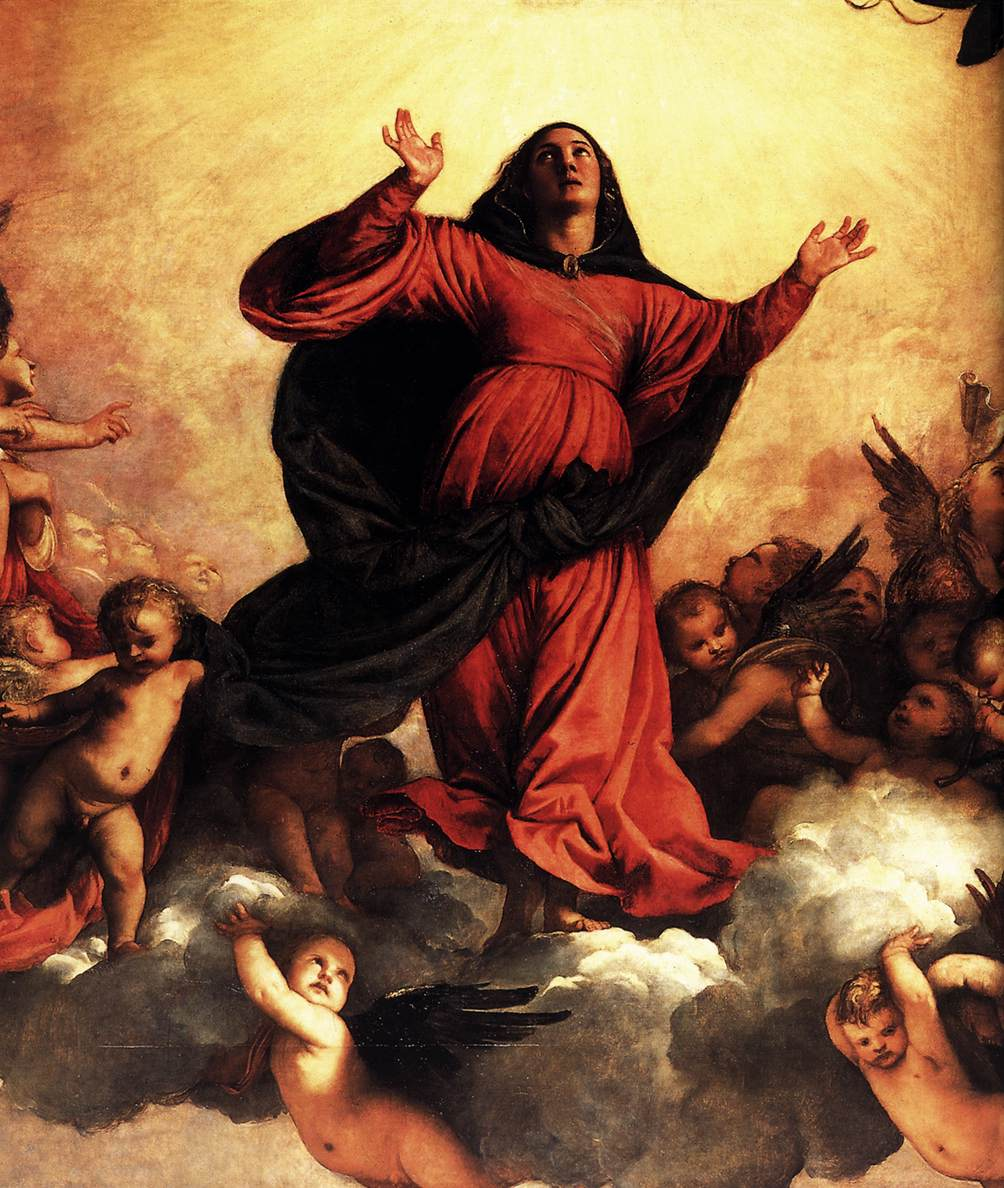
Фігура Марії
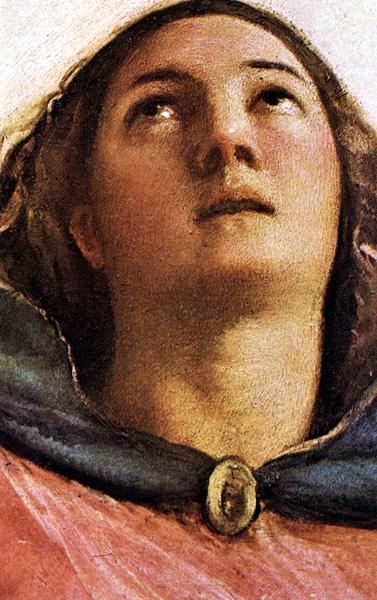
Обличчя Марії
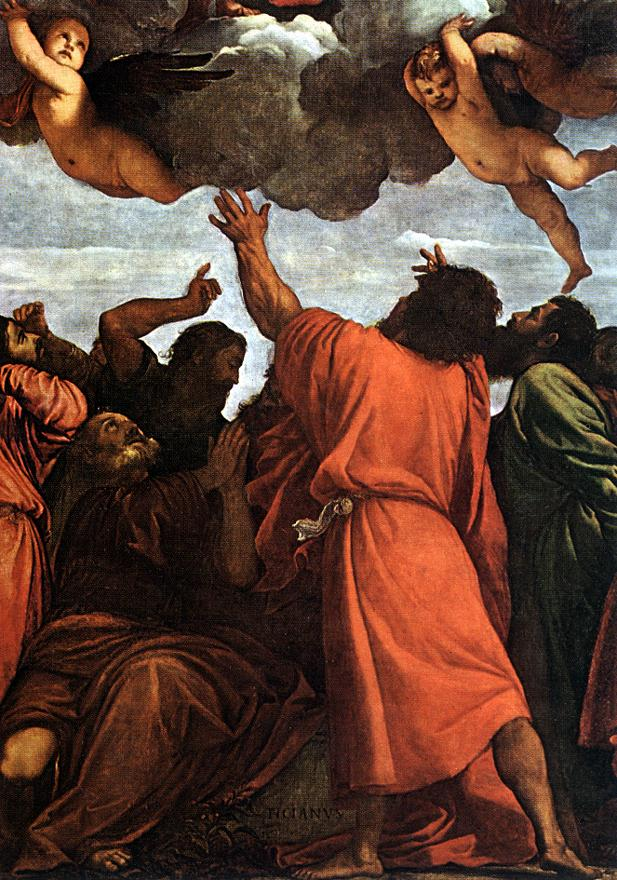
Радість апостолів від спостерігання дива